# Tverskaja
Tverskaja (ryska: Тверская) är en tunnelbanestation på Zamoskvoretskajalinjen i Moskvas tunnelbana. 
Det var tänkt att Tverskaja skulle öppnas 1938, planerna övergavs dock. 1975 påbörjades bygget, imponerande nog byggdes såväl centralhallen som plattformarna utan att trafiken på linjen behövde avbrytas. 1979 öppnades stationen. 
Stationen ligger under Pusjkintorget, och döptes ursprungligen till Gorkovskaja efter den närliggande Maksim Gorkij-gatan. När gatan 1990 återfick sitt namn Tverskaja-gatan bytte även tunnelbanestationen namn.
Vid ett bombattentat på stationen i augusti 2000 dödades åtta personer.

## Byten
På Tverskaja kan man byta till Pusjkinskaja på Tagansko-Krasnopresnenskajalinjen, och Tjechovskaja på Serpuchovsko-Timirjazevskaja-linjen.